# Wereldkampioenschappen badminton 2015/Vrouwen dubbelspel
De 22ste wereldkampioenschappen badminton werden in 2015 van 10 tot en met 16 augustus gehouden in de Indonesische hoofdstad Jakarta. Het toernooi in het vrouwen dubbelspel werd gewonnen door Tian Qing en Zhao Yunlei uit China.

## Plaatsingslijst
| Nr. | Speler                                   | Prestatie    | Uitgeschakeld door                   | Nr. | Speler                                      | Prestatie    | Uitgeschakeld door                       |
| --- | ---------------------------------------- | ------------ | ------------------------------------ | --- | ------------------------------------------- | ------------ | ---------------------------------------- |
| 1.  | Misaki Matsutomo Ayaka Takahashi         | Derde ronde  | Ameila Alicia Anscelly Soong Fie Cho | 9.  | Eefje Muskens Selena Piek                   | Derde ronde  | Tian Qing Zhao Yunlei                    |
| 2.  | Luo Ying Luo Yu                          | Derde ronde  | Naoko Fukuman Kurumi Yonao           | 10. | Jang Ye-na Jung Kyung-eun                   | Derde ronde  | Wang Xiaoli Yu Yang                      |
| 3.  | Wang Xiaoli Yu Yang                      | Kwartfinale  | Tian Qing Zhao Yunlei                | 11. | Lee So-he Shin Seung-chan                   | Derde ronde  | Christinna Pedersen Kamilla Rytter Juhl  |
| 4.  | Christinna Pedersen Kamilla Rytter Juhl  | Finale       | Tian Qing Zhao Yunlei                | 12. | Vivian Kah Mun Hoo Woon Khe Wei             | Tweede ronde | Naoko Fukuman Kurumi Yonao               |
| 5.  | Tian Qing Zhao Yunlei                    | Winnaar      | niet van toepassing                  | 13. | Jwala Gutta Ashwini Ponnappa                | Kwartfinale  | Naoko Fukuman Kurumi Yonao               |
| 6.  | Ma Jin Tang Yuanting                     | Derde ronde  | Go Ah-ra Yoo Hae-won                 | 14. | Shizuka Matsuo Mami Naito                   | Derde ronde  | Nithya Krishinda Maheswari Greysia Polii |
| 7.  | Nithya Krishinda Maheswari Greysia Polii | Halve finale | Tian Qing Zhao Yunlei                | 15. | Puttita Supajirakul Sapsiree Taerattanachai | Tweede ronde | Go Ah-ra Yoo Hae-won                     |
| 8.  | Reika Kakiiwa Miyuki Maeda               | Derde ronde  | Jwala Gutta Ashwini Ponnappa         | 16. | Gabriela Stoeva Stefani Stoeva              | Tweede ronde | Ameila Alicia Anscelly Soong Fie Cho     |

## De wedstrijden

### Laatste 8
|  | Kwartfinale | Kwartfinale                              | Kwartfinale                | Kwartfinale                             | Kwartfinale |                     |                                          | Halve finale | Halve finale | Halve finale | Halve finale | Halve finale |  |  | Finale | Finale                | Finale | Finale | Finale |
|  |             |                                          |                            |                                         |             |                     |                                          |              |              |              |              |              |  |  |        |                       |        |        |        |
|  |             | Ameila Alicia Anscelly Soong Fie Cho     | 11                         | 11                                      |             |                     |                                          |              |              |              |              |              |  |  |        |                       |        |        |        |
|  | 7           | Nithya Krishinda Maheswari Greysia Polii | 21                         | 21                                      |             |                     |                                          |              |              |              |              |              |  |  |        |                       |        |        |        |
|  | 7           | Nithya Krishinda Maheswari Greysia Polii | 21                         | 21                                      |             | 7                   | Nithya Krishinda Maheswari Greysia Polii | 8            | 16           |              |              |              |  |  |        |                       |        |        |        |
|  |             |                                          |                            |                                         |             | 7                   | Nithya Krishinda Maheswari Greysia Polii | 8            | 16           |              |              |              |  |  |        |                       |        |        |        |
|  |             | 5                                        | Tian Qing Zhao Yunlei      | 21                                      | 21          |                     |                                          |              |              |              |              |              |  |  |        |                       |        |        |        |
|  | 3           | 5                                        | Tian Qing Zhao Yunlei      | 21                                      | 21          | Wang Xiaoli Yu Yang | 17                                       | 13           |              |              |              |              |  |  |        |                       |        |        |        |
|  | 3           |                                          |                            |                                         |             | Wang Xiaoli Yu Yang | 17                                       | 13           |              |              |              |              |  |  |        |                       |        |        |        |
|  | 5           | Tian Qing Zhao Yunlei                    | 21                         | 21                                      |             |                     |                                          |              |              |              |              |              |  |  |        |                       |        |        |        |
|  |             |                                          |                            |                                         |             |                     |                                          |              |              |              |              |              |  |  | 5      | Tian Qing Zhao Yunlei | 23     | 21     | 21     |
|  |             |                                          | 4                          | Christinna Pedersen Kamilla Rytter Juhl | 25          | 8                   | 15                                       |              |              |              |              |              |  |  |        |                       |        |        |        |
|  |             | Go Ah-ra Yoo Hae-won                     | 8                          | 10                                      |             |                     |                                          |              |              |              |              |              |  |  |        |                       |        |        |        |
|  | 4           | Christinna Pedersen Kamilla Rytter Juhl  | 21                         | 21                                      |             |                     |                                          |              |              |              |              |              |  |  |        |                       |        |        |        |
|  | 4           | Christinna Pedersen Kamilla Rytter Juhl  | 21                         | 21                                      |             | 4                   | Christinna Pedersen Kamilla Rytter Juhl  | 21           | 21           |              |              |              |  |  |        |                       |        |        |        |
|  |             |                                          |                            |                                         |             | 4                   | Christinna Pedersen Kamilla Rytter Juhl  | 21           | 21           |              |              |              |  |  |        |                       |        |        |        |
|  |             |                                          | Naoko Fukuman Kurumi Yonao | 15                                      | 12          |                     |                                          |              |              |              |              |              |  |  |        |                       |        |        |        |
|  | 13          | Jwala Gutta Ashwini Ponnappa             | Naoko Fukuman Kurumi Yonao | 15                                      | 12          | 23                  | 14                                       |              |              |              |              |              |  |  |        |                       |        |        |        |
|  | 13          | Jwala Gutta Ashwini Ponnappa             |                            |                                         |             | 23                  | 14                                       |              |              |              |              |              |  |  |        |                       |        |        |        |
|  |             | Naoko Fukuman Kurumi Yonao               | 25                         | 21                                      |             |                     |                                          |              |              |              |              |              |  |  |        |                       |        |        |        |

Mannen enkelspel · 
Vrouwen enkelspel · 
Mannen dubbelspel · 
Vrouwen dubbelspel · 
Gemengd dubbelspel